# Volta do mar

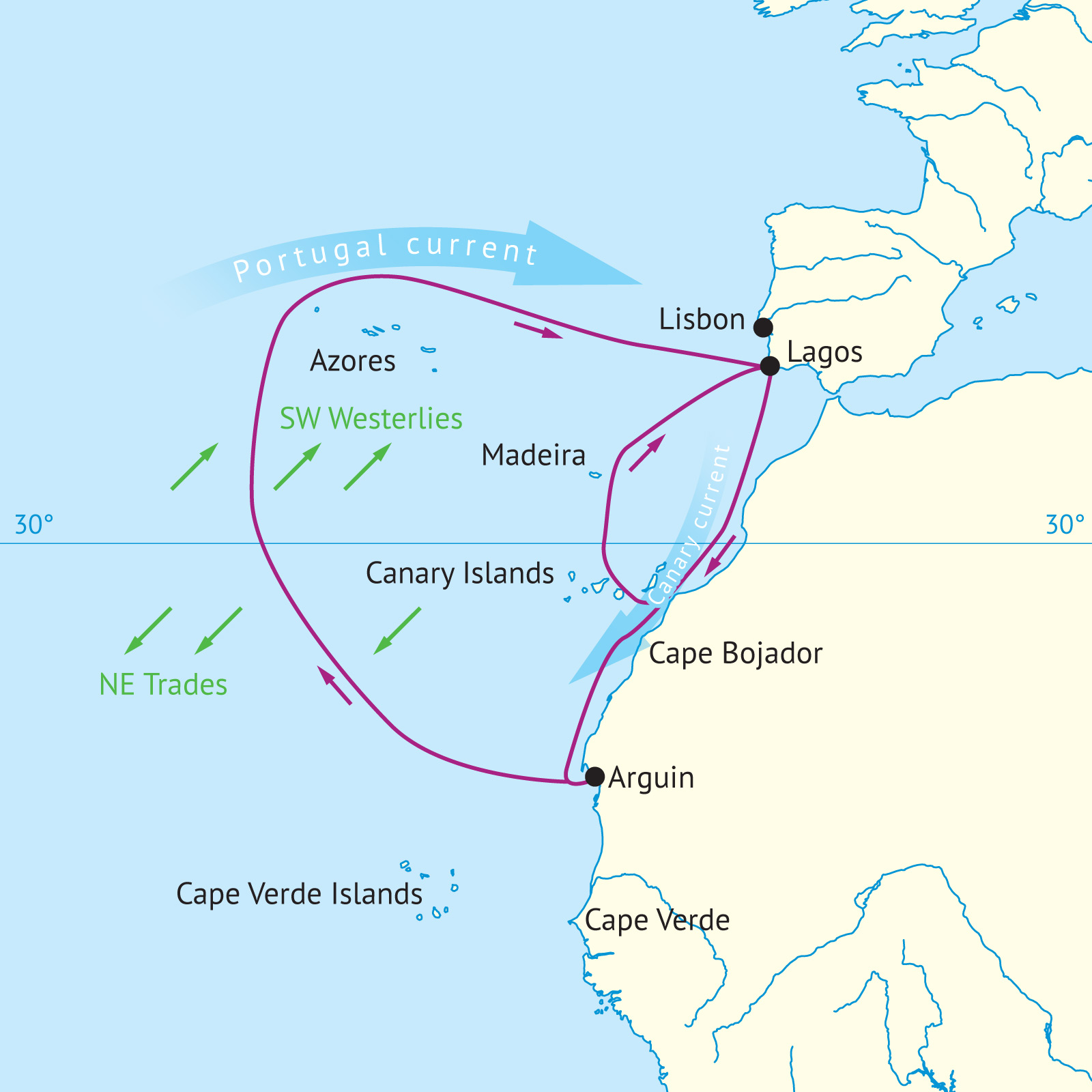
Атлантичні вітри (зелений), течії (синій) і приблизні португальські вітрильні маршрути (червоний) за життя Енріке Мореплавця (бл. 1430—1460). Чим далі на південь йшли кораблі, тим більше коло було потрібно зробити для повернення

Волта-ду-мар (порт. Volta do mar або порт. Volta do mar largo — буквально означає «повернення з моря», або «повернення з великого моря») — навігаційна техніка, розроблена португальськими мореплавцями на початковому етапі Доби великих географічних відкриттів в другій половині XV століття. Техніка дозволяла вітрильним кораблям повертатись з плавань до атлантичних островів або вздовж західноафриканського узбережжя, де домінували постійні північно-східні вітри (пасати) за рахунок використання явища великого постійного кругообігу вітрів і похідного від цього явища — циркуляції океанських течій. Використовуючи техніку volta do mar, при поверненні додому вітрильники не намагались йти напряму проти зустрічних пасатів та Канарської течії на північний схід, а відхилялись під бічним вітром (курсом галфвінд) на північний захід, де вище паралелі в 30° широти вони знаходили західні вітри і відповідні течії, що дозволяли їм швидко повернутись додому в Португалію. Не дивлячись на те, що загальний шлях повернення з використанням техніки volta do mar був формально значно довшим за відстанню, ніж прямий шлях, за рахунок використання попутних вітрів та течій фактичний час його проходження був значно менший ніж час, необхідний на подолання прямої відстані. Це був великий крок в історії мореплавання, оскільки розуміння явища постійних вітрів та течій в епоху вітрил було вирішальним для успіху — європейські морські колоніальні імперії не були б створені без розуміння пасатів.
Через пів століття розуміння цих принципів допоможе Васко да Гама та іншим португальським флотиліям, що прямували до Індії, по широкій дузі досягати з попутними вітрами півдня Африканського континенту, а ще через кілька років цей маневр «змусить» Педру Алваріша Кабрала на шляху до мису Доброї Надії відкрити узбережжя Бразилії.

## Історія

### Португальське відкриття в Атлантичному океані

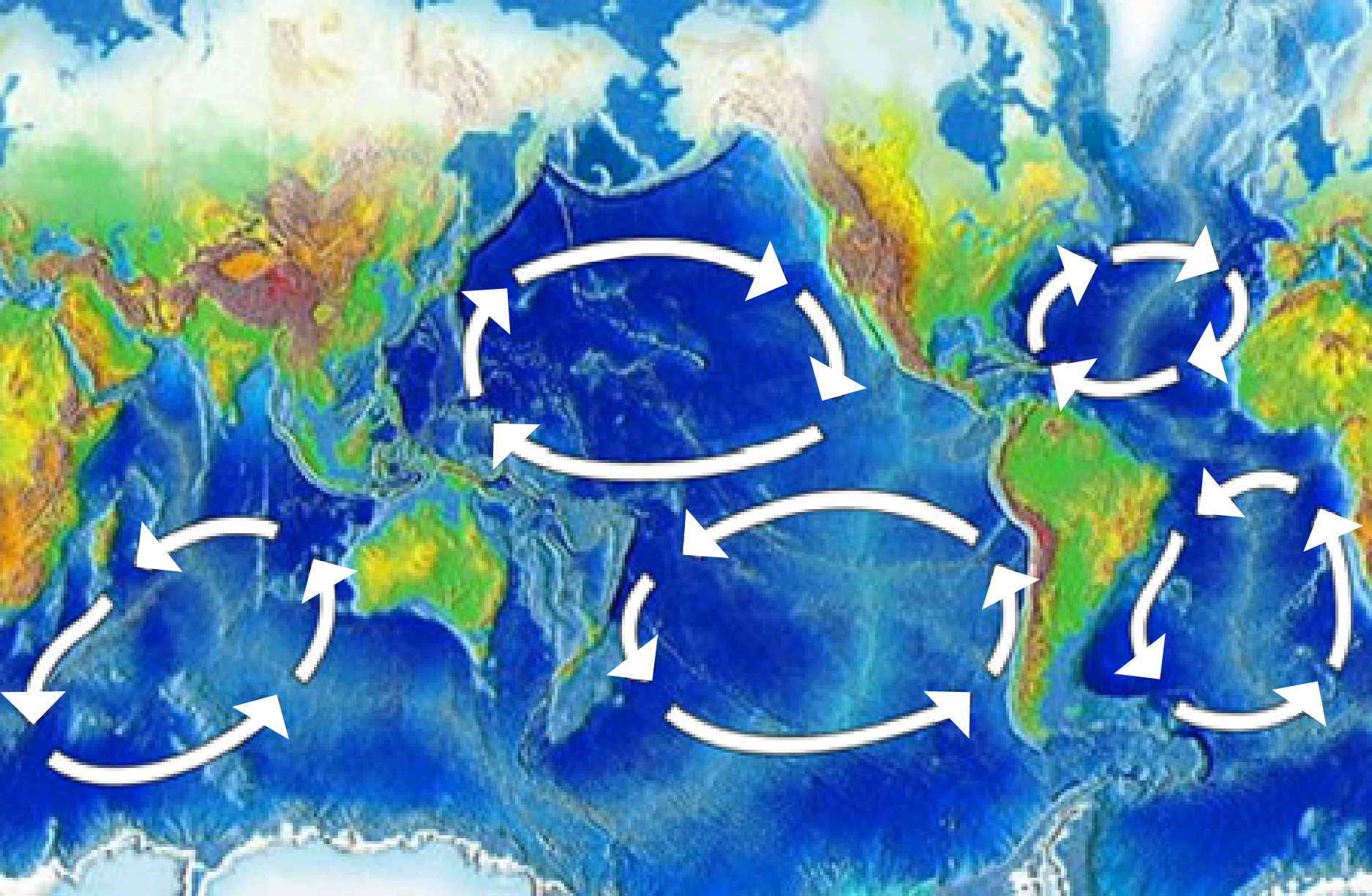
Карта п'яти головних океанських круговоротів

Volta do mar була вітрильною технікою, яка була розроблена під час пошуків способів успішного повернення в Європу вітрильників з плавань до атлантичних островів та західноафриканського узбережжя, де штурман корабля спочатку мав відпливти далеко на північний захід, щоб спіймати придатні для використання попутні західні вітри та течії і повернутися з їх допомогою до Європи. Цей напрямок плавання неможливо було знайти інтуїтивно, оскільки він вимагав від штурмана керувати в напрямку, який був перпендикулярним відносно бажаного напрямку до портів Португалії.
Можливо, саме відсутність інформації про пасати і знання техніки volta do mar прирекла експедицію Вандіно та Уголіно Вівальді в XIII столітті, які прямували до Канарських островів (ще неперевідкритих європейцями) і далі навколо африканського материка і зникли безвісті. Опинившись там, не розуміючи атлантичної циркуляції течій та вітрів та volta do mar, вони не змогли б повернутись проти вітру додому до Гібралтарської протоки. Відкриття цієї техніки мало вирішальне значення для повернення під час Доби великих географічних відкриттів. Наприклад, Христофор Колумб ніколи б не повернувся з Америки, не застосувавши volta do mar пливучи на північ від Карибського моря до середніх широт, щоб вловити переважаючі там західні вітри.
Аналогічна картина спостерігається в Південній Атлантиці, за винятком того, що вітряні кругообіги в південній кулі обертаються в протилежному напрямку — проти годинникової стрілки. Коли Васко да Гама та інші португальські мореплавці та дослідники, що прямували по відкритому ним морському шляху до Індії, перетинали екватор з наміром далі плисти на схід, щоб спіймати сприятливі західні вітри їм доводилось по великій дузі спускатись далеко на південний захід. Через кілька років після плавання Васко да Гама, виконання цього маневру «змусить» Педру Алваріша Кабрала відкрити узбережжя Бразилії.

### Застосування в Тихому океані— іспанські Манільські галеони

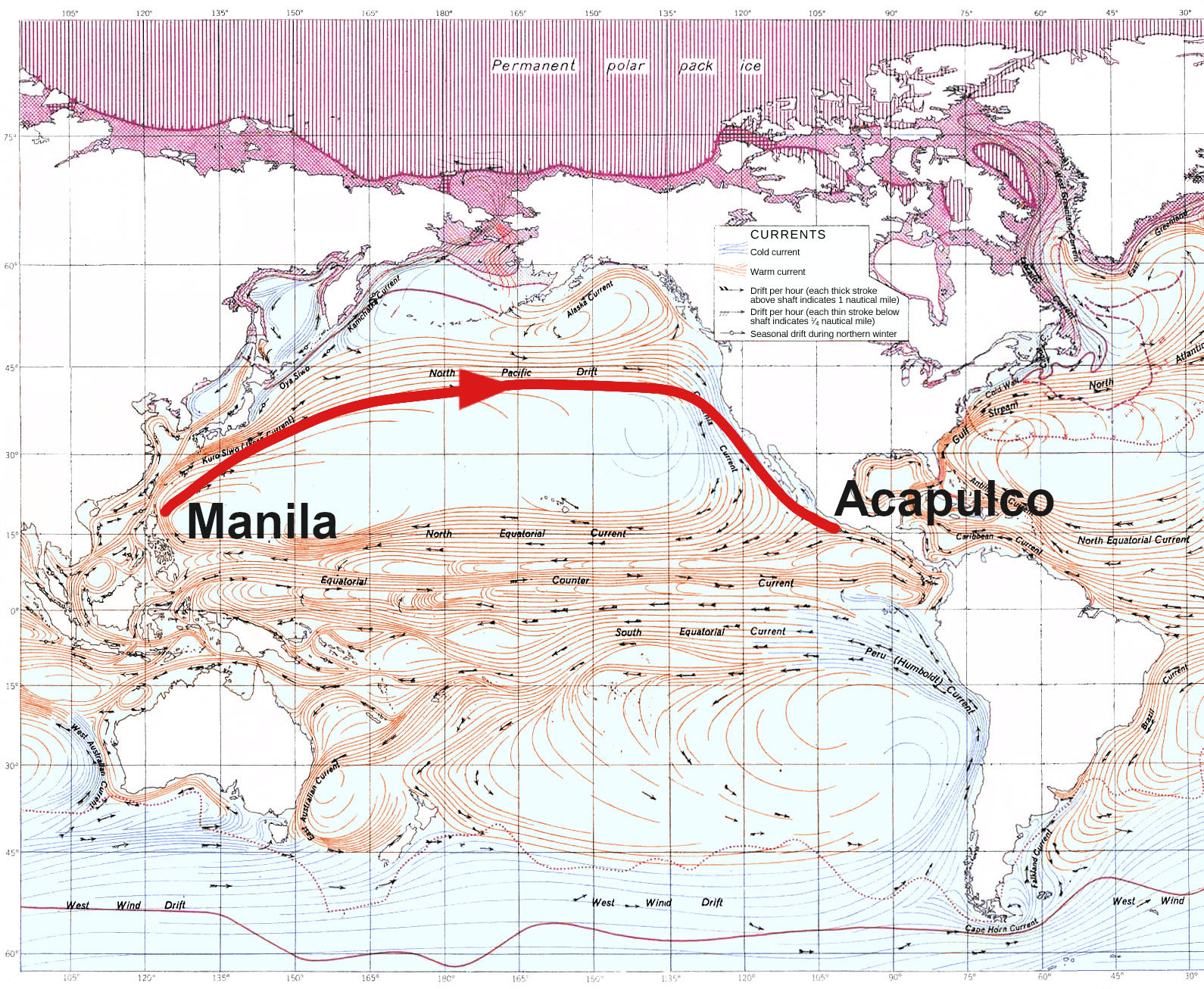
Маршрут вітрильників з Філіппін до Акапулько в Мексиці

Маршрут іспанського «Манільського галеону» з Маніли до Акапулько залежав від успішного застосування атлантичного феномену до Тихого океану: капітани іспанських галеонів, що поверталися з Філіппін та інших островів Південно-Східної Азії до Америки, мали спочатку досягти широт Японії, перш ніж вони отримували змогу перетнути океан в східному напрямку.

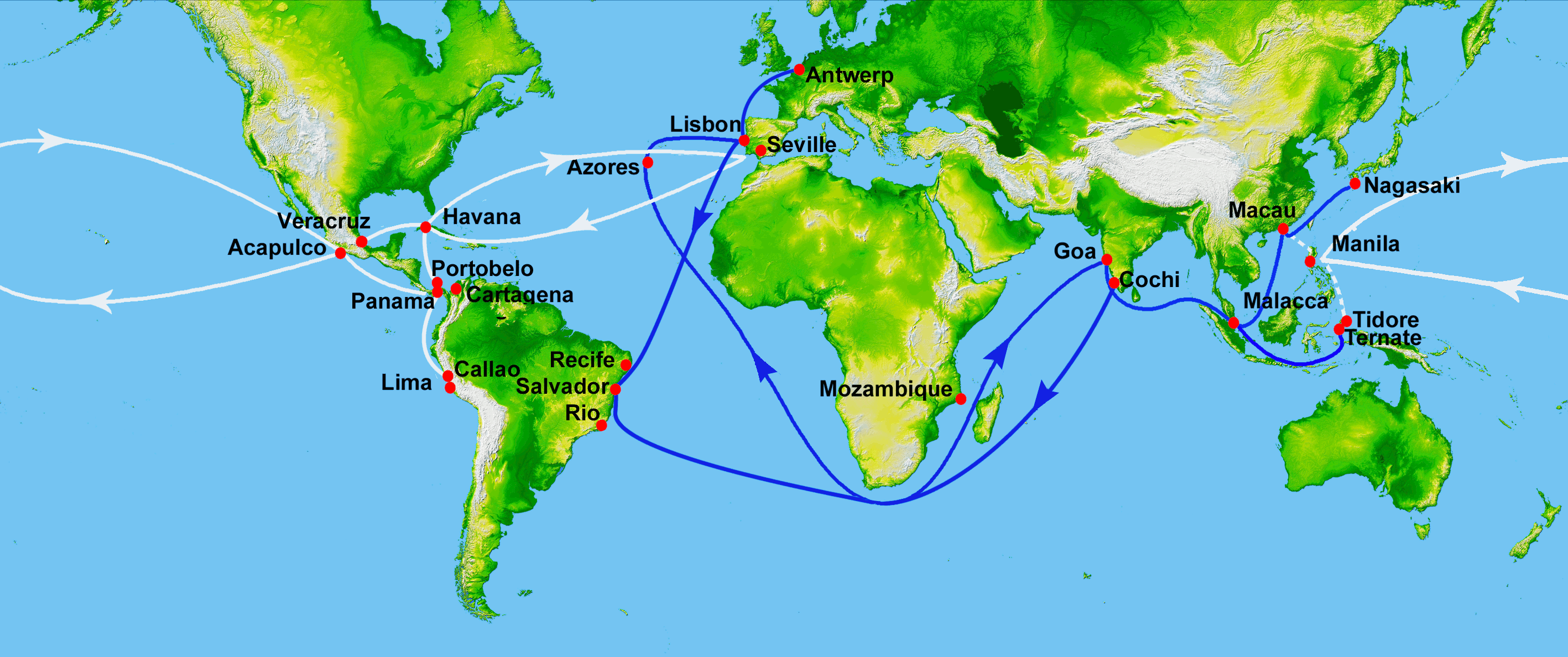
Португальські торгові шляхи (сині) та іспанські торгові шляхи (білі). Португальські кораблі йшли майже до Бразилії, перш ніж обігнути Африку та до Азорських островів, перш ніж повернути на схід до Лісабона. Іспанські манільські галеони використовували північно-східні пасати на щляху в Азію і західні вітри при поверненні в Америку.

Відкриття, на якому ґрунтувалася торгівля галеонами Маніла-Акапулько, відбулося завдяки іспанцю Андресу де Урданеті, який, плаваючи в конвої під керівництвом Мігеля Лопеса де Легаспі, відкрив зворотний шлях у 1565 році: флот розділився, частина попрямувала на південь, але Урданета міркував, що пасати Тихого океану можуть рухатися круговоротом, як вітри Атлантики. Якби в Атлантиці кораблі зробили Volta do mar на захід, щоб підхопити вітри, які повернуть їх із Мадейри, тоді, як він міркував, відпливаючи далеко на північ перед тим, як прямувати на схід, він підхопить західні вітри, які повернуть його на західне узбережжя Північної Америки. Хоча він проплив до 38 градусів північної широти, перш ніж повернути на схід, його передчуття виправдалося, і він натрапив на узбережжя біля острова Санта-Каталіна, штат Каліфорнія, а потім пішов узбережжям на південь до Акапулько. Більшість членів екіпажу хворіли на цингу, і лише 18 чоловік залишалися достатньо сильними, щоб управляти кораблем.

### португальська
- Coutinho, Gago (1951). A náutica dos descobrimentos: os descobrimentos marítimos vistos por um navegador [The Nautical Discoveries: The Maritime Discoveries seen by a Navigator] (порт.). Agência Geral do Ultramar.
- Marques, Alfredo Pinheiro. Guia de história dos descobrimentos e expansão portuguesa [Historical Guide of Portuguese Discovery and Expansio] (порт.).